# Electronic Entertainment Expo 2012
L'Electronic Entertainment Expo 2012, noto semplicemente come E3 2012, è stata la diciottesima edizione dell'Electronic Entertainment Expo. L'evento si è svolto tra il 5 giugno e il 7 giugno 2012 presso il Convention Center di Los Angeles (California).

## Principali espositori
| - 2K Games - Activision - Alienware - Atari - Bethesda Softworks - Bohemia Interactive - Capcom | - Crytek - Disney Interactive - Electronic Arts - Havok - Konami - Microsoft - Namco Bandai Games | - Nintendo - Nvidia - Riot Games - SEGA - Sony - Sony Online Entertainment - Square Enix | - Tecmo Koei - Trion Worlds - Ubisoft - Valve Corporation - Wargaming.net - Warner Bros. - Zynga |

## Console presentate
- Wii U (Nintendo)

## Videogiochi presentati
| 2K Games - Borderlands 2 - NBA 2K13 - Spec Ops: The Line - XCOM: Enemy Unknown Activision - Call of Duty: Black Ops 2 - Family Guy: Back to the Multiverse - Skylanders: Giants - The Amazing Spider-Man - Transformers: Fall of Cybertron Atlus - Persona 4 Arena - Il testamento di Sherlock Holmes Bethesda Softworks - Dishonored - The Elder Scrolls Online Bohemia Interactive - Arma 3 - Carrier Command: Gaea Mission Capcom - DmC Devil May Cry - Lost Planet 3 Disney Interactive Studios - Epic Mickey 2: L'avventura di Topolino e Oswald - Epic Mickey: Power of Illusion | Electronic Arts - Command & Conquer: Generals 2 - Crysis 3 - Dead Space 3 - FIFA 13 - Madden NFL 13 - Medal of Honor: Warfighter - NBA Live 13 - Need for Speed: Most Wanted - NHL 13 - SimCity Harmonix - Dance Central 3 - Rock Band Blitz Konami - Castlevania: Lords of Shadow 2 - Castlevania: Lords of Shadow -- Mirror of Fate - New Little King's Story - Metal Gear Rising: Revengeance - Silent Hill: Book of Memories LucasArts - Star Wars 1313 Microsoft - Fable: The Journey - Forza Horizon - Gears of War: Judgment - Halo 4 Namco Bandai - Dragon Ball Z Kinect - Ni no kuni: La minaccia della Strega Cinerea - One Piece: Pirate Warriors - Star Trek: The Game - Tekken Tag Tournament 2 | Nintendo - Game & Wario - Luigi's Mansion: Dark Moon - New Super Mario Bros. 2 - New Super Mario Bros. U - Nintendo Land - Paper Mario: Sticker Star - Pikmin 3 - Project P-100 - Wii Fit U SEGA - Aliens: Colonial Marines - Hatsune Miku - Rhythm Thief e il Tesoro dell'Imperatore - Sonic & All-Stars Racing Transformed Sony - Beyond: Due anime - God of War: Ascension - Planetside 2 - LittleBigPlanet Karting - PlayStation All-Stars Battle Royale - Soul Sacrifice - Sly Cooper: Thieves in Time - The Last of Us Square Enix - Demons' Score - Drakerider - Final Fantasy Dimensions - Heroes of Ruin - Hitman: Absolution - Kingdom Hearts 3D: Dream Drop Distance - Quantum Conundrum - Sleeping Dogs - Theatrhythm Final Fantasy - Tomb Raider | Tecmo Koei - Dead or Alive 5 THQ - Company of Heroes 2 - Darksiders II - Metro: Last Light - South Park: The Stick of Truth TT Games - Lego Batman 2: DC Super Heroes - LEGO City Undercover - LEGO Il Signore degli Anelli Ubisoft - Assassin's Creed III - Assassin's Creed III: Liberation - Far Cry 3 - Just Dance 4 - Marvel Avengers: Battle for Earth - Rayman Legends - ShootMania - Tom Clancy's Splinter Cell: Blacklist - Watch Dogs - ZombiU Warner Bros. - F1 2012 - Guardians of Middle-earth - Injustice: Gods Among Us - Scribblenauts Unlimited |

## Premi
| Miglior presentazione                               | Gioco più originale                          |
| --------------------------------------------------- | -------------------------------------------- |
| - The Last of Us (PS3)                              | - The Last of Us (PS3)                       |
| Miglior gioco per Console da casa                   | Miglior gioco per Console portatile          |
| - The Last of Us (PS3)                              | - Sound Shapes (PS3, PSVita)                 |
| Miglior gioco per PC                                | Miglior Hardware presentato                  |
| - XCOM: Enemy Unknown (PC)                          | - Wii U                                      |
| Miglior gioco d'azione                              | Miglior gioco d'avventura                    |
| - Halo 4 (360)                                      | - The Last of Us (PS3)                       |
| Miglior gioco di ruolo                              | Miglio picchiaduro                           |
| - South Park: The Stick of Truth (PS3, 360, PC)     | - Injustice: Gods Among Us (PS3, 360, WII U) |
| Miglior gioco di corsa                              | Miglior gioco sportivo                       |
| - Need for Speed: Most Wanted (2012) (PS3, 360, PC) | - FIFA 13 (PS3, 360, PC)                     |
| Miglior gioco strategico                            | Miglior gioco Casual                         |
| - XCOM: Enemy Unknown (PS3, 360, PC)                | - Dance Central 3 (360)                      |
| Miglior simulatore di movimento                     | Miglior gioco online                         |
| - Dance Central 3 (360)                             | - Halo 4 (360)                               |
| Miglior gioco scaricabile                           | Premio speciale per la grafica               |
| - Unfinished Swan (PS3)                             | - Watch Dogs (PS3, 360, PC)                  |
| Premio speciale per il sonoro                       | Premio speciale per l'innovazione            |
| - The Last of Us (PS3)                              | - Watch Dogs (PS3, 360, PC)                  |